# Philautus kakipanjang
Philautus kakipanjang é uma espécie de anfíbio anuros da família Rhacophoridae. Está presente em Malásia. A UICN classificou-a como deficiente de dados.